# 凍傷
凍傷（とうしょう）は、低温が原因で生じる皮膚や皮下組織の傷害である。極度の低温はもちろん、0℃を少々下回る程度の温度でも長時間さらされると生じ、痛みを伴う。瘃（ちょく）は凍傷の意味である。

## 概略
0℃以下の環境で皮下の血管は収縮を始めるが、これは中枢の体温を逃がさないための保護作用である。極度の低温もしくは長時間の寒冷下にさらされるとこの保護作用によって皮下の血行は極端に悪化し、部位によっては血行不全に陥る。こうした部位はやがて凍ってしまう。低温に血行不全が重なることによって体組織は凍結し深刻な損傷が生じるのである。凍傷は心臓から遠い部位および寒冷にさらされる表面積が大きい部位に最も生じやすい。また積雪期の山や高山では凍傷になる危険性が最も高い。好発部位としては四肢の指が最も多いが、耳や鼻、頬などにも発生する。
凍傷は早急に治療されなければ組織傷害は不可逆的なものとなる。凍傷に冒された部位は組織の虚血によって最初は紫色に変色し、低酸素状態により神経障害を生じ知覚が失われる。初期の神経障害は可逆的であるが、神経組織が壊死すると不可逆的になる。病状が進行すると治療を開始しても、水疱を生じるなど火傷による組織壊死に似た状態になる。火傷と同様に凍傷による損傷部位は易感染性であり、表皮が切れたり破れたりしていないか特に注意してチェックしなければならない。創部の感染は壊疽に至る可能性を増やす。壊疽に至った場合は病変部位は黒色化し、腐敗するかミイラ化するので切断や離断が必要となる。鼻が壊死した場合は顔面形成術が必要となる。

## 危険因子
凍傷の危険因子としては、β作動薬の使用、糖尿病、末梢神経障害などがある。

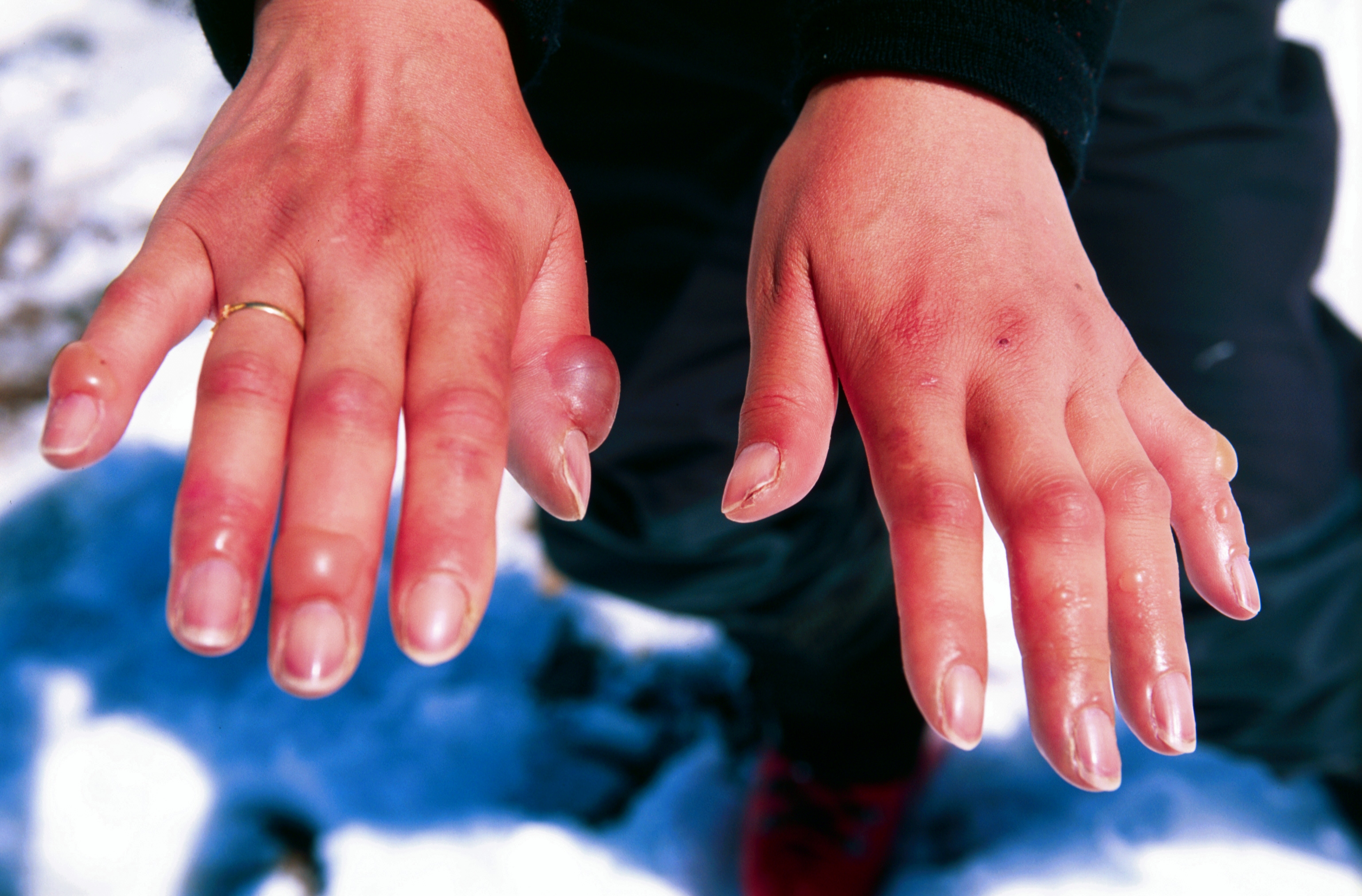
凍傷に冒された手

## 症状
一般的に凍傷は皮膚の変色に加え、灼熱感やうずくような感覚、部分的・全体的なしびれ感、そして時に激しい痛みを伴う（第1度）。もし治療が行われないと凍傷に冒された皮膚は徐々に黒くなり、数時間後には水疱が生じる（第2度）。患部や血管が高度に傷害されると壊疽が起こり（第3度）、最終的に切断が必要となることがある。程度が著しい場合は筋肉や骨にまで壊死が起きる（第4度）。
凍傷によって破壊された皮膚は完全に黒くなり、だらりとして柔軟に見える。黒い皮膚は焼けたようにも見える。凍傷に冒された部位は触ると冷たい。
しもやけは凍瘡と呼ばれ、凍傷とは成因も症状も異なる疾患である。

## 治療
20世紀後半頃までは、凍傷部位に対しては、急な加温を避け、少しずつ温度を上げて行くのがよいとされていたが、その後、早急に加温する方が効果的であると認識されるようになった。
凍傷を治療するときは患者を温かい場所へ移動して治療を受けさせる。凍傷部位は40℃から42℃くらいの湯に浸けるか、それが不可能な状況なら凍傷に冒されていない人の皮膚に接触させて温める。これは患部に知覚と運動機能が戻るまで続けるが、この過程で神経が解凍されるに伴ってしばしば激しい痛みが生じる。凍傷部位に含まれる氷の結晶が周囲の組織を傷つけるおそれがあり、決して凍傷部位をこすったり、叩いたり、振ったりしてはならない。温める処置は一定時間継続して行わなければならない。一度溶けかけた後に再凍結すると損傷をさらに悪化させるからである。
医療機関に収容された場合は、プロスタグランジン製剤や抗血小板剤、抗生物質、ステロイドなどの投与が行われるが、あくまで治療の基本は加温である。
追加治療として高圧酸素療法を行うと、組織の低酸素症を防ぎ浮腫を軽減することにより壊死に瀕している細胞の生存率を向上させ、もっと多くの組織を壊死から救うことができるかもしれない。しかし症例報告はあるものの、実際にその効果を証明する研究はほとんど行われていない。

## 予防
凍傷に関与する要因としては、極度の寒さ、濡れた服、風による体感温度の低下、そして血行不良が挙げられる。血行不良は、きつい衣類やブーツ、窮屈な姿勢、疲労、ある種の薬、喫煙、飲酒、糖尿病のような血管障害性の疾患で起こりうる。
また、液体窒素のような極低温の液体は短時間の暴露であっても凍傷を引き起こす可能性があるため、化学実験室で作業に従事する者は手袋や他の安全装備を着用して予防措置を講じなければならない。
もし激しい吹雪に出くわしたならば、早急に避難場所を見つけるか、もしくは体温を維持するために身体活動を活発にしなければならない。
極寒の状況下では、凍傷にかかりやすい人はウールの靴下・手袋・帽子を着用すべきである。足の凍傷に対しては足を温かい生理食塩水に浸けておくと軽減が得られる。糖尿病はしばしば凍傷の原因となるため、糖尿病患者は寒冷な土地への旅行を避けるなどの予防措置を講ずるべきである。
スキーなどの寒冷下での活動も、指先の痛みや感覚の鈍化があったら即座に暖かい場所で休息を取るべきである。
防寒具により保護されているため、症状が始まっても末端の体温が氷点下まで低下するまでは時間がかかるが、凍傷の前駆症状であるため放置すれば凍結が始まる。

## 後遺症
重度の凍傷では、切断しなければならない。
一度凍傷になると表在性、深部性を問わず、再び寒冷にさらしたときに凍傷になりやすくなる。凍傷後の四肢を寒冷にさらすと、すぐに先端が紫色になったりジンジンした感覚になる。これは1年目が一番敏感で、長いと4、5年続くことがある。